# UCI Women's World Tour 2022
De UCI Women's World Tour 2022 is de zevende editie van deze internationale wielerwedstrijdcyclus voor vrouwen, georganiseerd door de UCI. De eerste Women's World Tour in 2016 verving de wereldbeker voor vrouwen, die tussen 1998 en 2015 bestond. Het niveau onder deze competitie is de UCI Women's ProSeries.
Ten opzichte van 2021 traden dit jaar twee grote rondes toe tot de Women's World Tour. De Giro Donne maakte tot 2020 wel deel uit van de World Tour, maar deed in 2021 een stap terug, omdat men niet voldeed aan de plicht om voldoende livebeelden te verzorgen. Vanaf 2022 was de Giro weer terug op het hoogste niveau. De eendaagse wedstrijd La Course werd vanaf 2022 vervangen door een meerdaagse Tour de France Femmes, die van start ging op de laatste dag van de Ronde van Frankrijk voor mannen. Verder werd de RideLondon Classique uitgebreid van één naar drie dagen en werd de driedaagse Ronde van Romandië toegevoegd in oktober.

## Ploegen
In 2022 maken 14 ploegen deel uit van de Women's World Tour. Dat zijn er vijf meer dan in 2021. Alle negen ploegen die het voorgaande jaar een WWT-licentie hadden, behielden deze in 2022. Van deze negen ging de Italiaanse ploeg Alé BTC Ljubljana verder onder de naam UAE Team ADQ. Daarnaast hebben nog vijf ploegen een licentie gekregen: Jumbo-Visma, EF Education-TIBCO-SVB, Human Powered Health, Cogeas-Mettler en de nieuwe ploeg Uno-X.
| UCI-World Tourteams | UCI-World Tourteams                                                                                               |
| --- | --- |
| Canyon//SRAM Racing EF Education-TIBCO-SVB FDJ-Suez-Futuroscope Human Powered Health Women Liv Racing Xstra Movistar Team Roland-Cogeas-Edelweiss | Team BikeExchange Jayco Team DSM Team Jumbo-Visma Team SD Worx Trek-Segafredo UAE Team ADQ Uno-X Pro Cycling Team |

## Overzicht

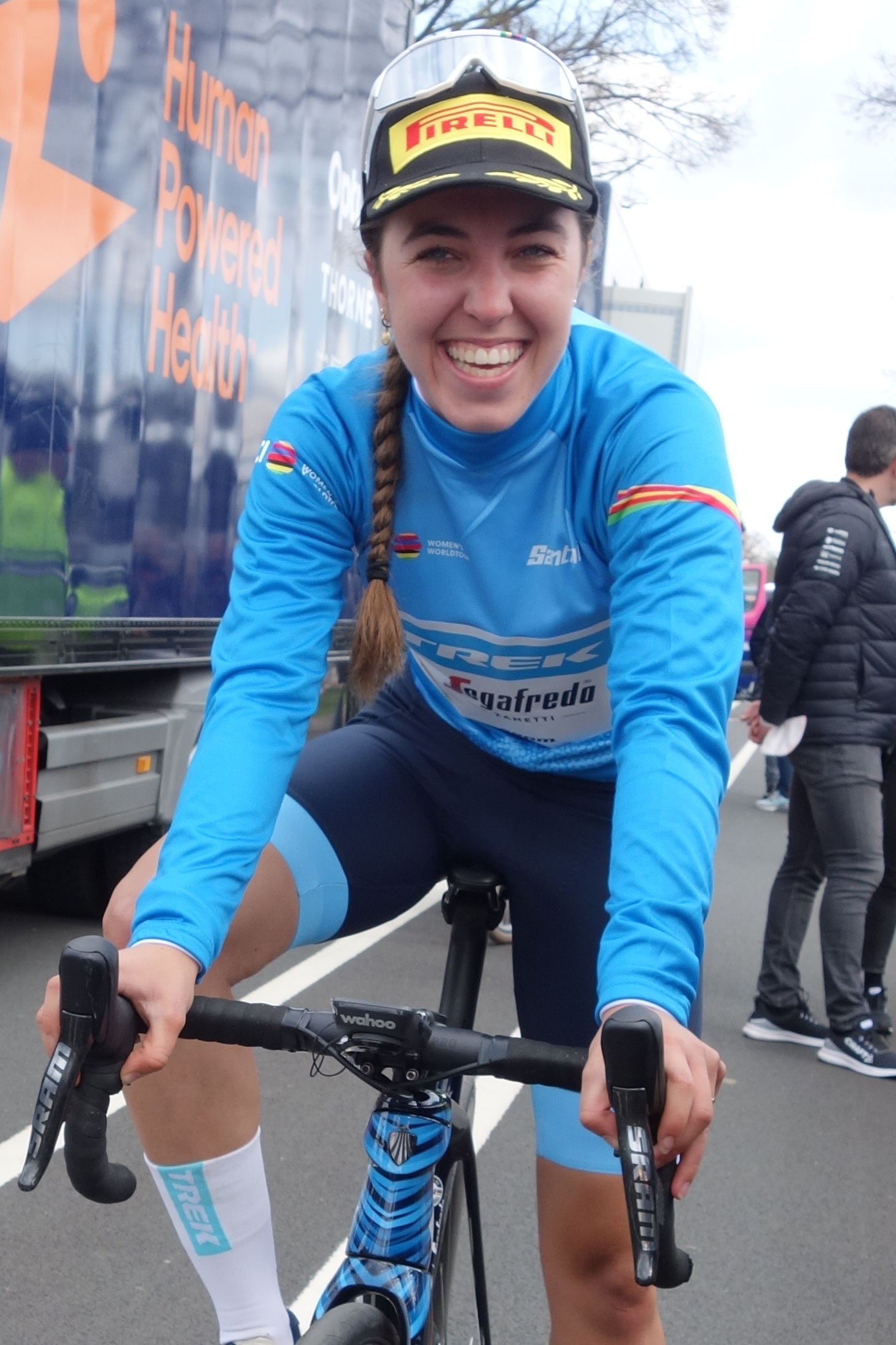
Shirin van Anrooij in de blauwe jongerentrui

| Datum                 | Wedstrijd                          | Winnares                                                                                              | Ploeg                                     | Leidster                                  |
| --------------------- | ---------------------------------- | --- | ----------------------------------------- | ----------------------------------------- |
| 29 januari            | Cadel Evans Great Ocean Road Race  | Geannuleerd in verband met coronapandemie                                                             | Geannuleerd in verband met coronapandemie | Geannuleerd in verband met coronapandemie |
| 5 maart               | Strade Bianche                     | Lotte Kopecky                                                                                         | Team SD Worx                              | Lotte Kopecky                             |
| 13 maart              | Ronde van Drenthe                  | Lorena Wiebes                                                                                         | Team DSM                                  | Lotte Kopecky                             |
| 20 maart              | Trofeo Alfredo Binda               | Elisa Balsamo                                                                                         | Trek-Segafredo                            | Elisa Balsamo                             |
| 24 maart              | Brugge-De Panne                    | Elisa Balsamo                                                                                         | Trek-Segafredo                            | Elisa Balsamo                             |
| 27 maart              | Gent–Wevelgem in Flanders Field    | Elisa Balsamo                                                                                         | Trek-Segafredo                            | Elisa Balsamo                             |
| 3 april               | Ronde van Vlaanderen               | Lotte Kopecky                                                                                         | Team SD Worx                              | Elisa Balsamo                             |
| 10 april              | Amstel Gold Race                   | Marta Cavalli                                                                                         | FDJ Nouvelle-Aquitaine Futuroscope        | Elisa Balsamo                             |
| 16 april              | Parijs-Roubaix                     | Elisa Longo Borghini                                                                                  | Trek-Segafredo                            | Lotte Kopecky                             |
| 20 april              | Waalse Pijl                        | Marta Cavalli                                                                                         | FDJ Nouvelle-Aquitaine Futuroscope        | Lotte Kopecky                             |
| 24 april              | Luik-Bastenaken-Luik               | Annemiek van Vleuten                                                                                  | Movistar Team                             | Lotte Kopecky                             |
| 13–15 mei             | Itzulia Women                      | Demi Vollering                                                                                        | Team SD Worx                              | Lotte Kopecky                             |
| 19–22 mei             | Ronde van Burgos                   | Juliette Labous                                                                                       | Team DSM                                  | Demi Vollering                            |
| 27–29 mei             | RideLondon Classique               | Lorena Wiebes                                                                                         | Team DSM                                  | Lotte Kopecky                             |
| 6–11 juni             | The Women's Tour                   | Elisa Longo Borghini                                                                                  | Trek-Segafredo                            | Lotte Kopecky                             |
| 30 juni–10 juli       | Giro Donne                         | Annemiek van Vleuten                                                                                  | Movistar Team                             | Elisa Balsamo                             |
| 24–31 juli            | Tour de France Femmes              | Annemiek van Vleuten                                                                                  | Movistar Team                             | Annemiek van Vleuten                      |
| 6 augustus            | Postnord Vårgårda WestSweden (TTT) | Ellen van Dijk Audrey Cordon-Ragot Amalie Dideriksen Shirin van Anrooij Chloe Hosking Lauretta Hanson | Trek-Segafredo                            | Annemiek van Vleuten                      |
| 7 augustus            | Postnord Vårgårda WestSweden       | Audrey Cordon-Ragot                                                                                   | Trek-Segafredo                            | Annemiek van Vleuten                      |
| 9–14 augustus         | Ronde van Scandinavië              | Cecilie Uttrup Ludwig                                                                                 | FDJ-Suez-Futuroscope                      | Annemiek van Vleuten                      |
| 27 augustus           | GP de Plouay                       | Mavi García                                                                                           | UAE Team ADQ                              | Annemiek van Vleuten                      |
| 30 aug–4 sep          | Simac Ladies Tour                  | Lorena Wiebes                                                                                         | Team DSM                                  | Annemiek van Vleuten                      |
| 8–11 september        | Ceratizit Challenge by La Vuelta   | Annemiek van Vleuten                                                                                  | Movistar Team                             | Annemiek van Vleuten                      |
| 7–9 oktober           | Ronde van Romandië                 | Ashleigh Moolman-Pasio                                                                                | Team SD Worx                              | Annemiek van Vleuten                      |
| 5–7 mei 13–15 oktober | Tour of Chongming Island           | Geannuleerd in verband met coronapandemie                                                             | Geannuleerd in verband met coronapandemie | Geannuleerd in verband met coronapandemie |
| 18 oktober            | Ronde van Guangxi                  | Geannuleerd in verband met coronapandemie                                                             | Geannuleerd in verband met coronapandemie | Geannuleerd in verband met coronapandemie |

## Puntentelling

### Individueel klassement
De nummers één tot en met veertig behalen punten in zowel de eendagskoersen als voor het eindklassement in de etappewedstrijden.
| Plaats | 1e  | 2e  | 3e  | 4e  | 5e  | 6e  | 7e  | 8e  | 9e | 10e | 11e | 12e | 13e | 14e | 15e | 16e t/m 20e | 21e t/m 30e | 31e t/m 40e |
| Punten | 400 | 320 | 260 | 220 | 180 | 140 | 120 | 100 | 80 | 68  | 56  | 48  | 40  | 32  | 28  | 24          | 16          | 8           |

## Klassement
| №                  | Individueel klassement | Punten |
| ------------------ | ---------------------- | ------ |
| Paarse leiderstrui | Annemiek van Vleuten   | 3.589  |
|                    | Elisa Longo Borghini   | 2.710  |
|                    | Demi Vollering         | 2.681  |
| 4                  | Lorena Wiebes          | 2.526  |
| 5                  | Elisa Balsamo          | 2.457  |
| 6                  | Lotte Kopecky          | 2.403  |
| 7                  | Marta Cavalli          | 1.926  |
| 8                  | Liane Lippert          | 1.751  |
| 9                  | Cecilie Uttrup Ludwig  | 1.740  |
| 10                 | Ashleigh Moolman-Pasio | 1.639  |

| №                        | Jongerenklassement (-23) | Punten |
| ------------------------ | ------------------------ | ------ |
| Licht blauwe leiderstrui | Shirin van Anrooij       | 50     |
|                          | Niamh Fisher-Black       | 34     |
|                          | Pfeiffer Georgi          | 28     |
| 4                        | Anna Shackley            | 20     |
| 5                        | Mischa Bredewold         | 18     |
| 5                        | Julia Borgström          | 18     |
| 7                        | Shari Bossuyt            | 14     |
| 8                        | Kata Blanka Vas          | 12     |
| 9                        | Femke Gerritse           | 10     |
| 9                        | Neve Bradbury            | 10     |

| №  | Ploegenklassement       | Punten |
| -- | ----------------------- | ------ |
|    | Team SD Worx            | 9.803  |
|    | Trek-Segafredo          | 7.999  |
|    | Team DSM                | 7.536  |
| 4  | FDJ-Suez-Futuroscope    | 7.261  |
| 5  | Movistar                | 5.986  |
| 6  | Canyon-SRAM             | 5.539  |
| 7  | Jumbo-Visma             | 3.985  |
| 8  | UAE Team ADQ            | 3.768  |
| 9  | BikeExchange Jayco      | 3.415  |
| 10 | Valcar-Travel & Service | 2.883  |
| 15 | Plantur-Pura            | 932    |

Strade Bianche ·
Ronde van Drenthe ·
Trofeo Alfredo Binda-Comune di Cittiglio ·
Brugge-De Panne ·
Gent-Wevelgem ·
Ronde van Vlaanderen ·
Amstel Gold Race ·
Parijs-Roubaix ·
Waalse Pijl ·
Luik-Bastenaken-Luik ·
Itzulia Women ·
Ronde van Burgos ·
RideLondon Classic ·
The Women's Tour · 
Giro Donne · 
Tour de France Femmes ·
Postnord Vårgårda WestSweden · 
Ronde van Scandinavië ·
GP de Plouay-Bretagne ·
Simac Ladies Tour ·
Ceratizit Challenge by La Vuelta · 
Ronde van Romandië
Afgelaste wedstrijden: Cadel Evans Great Ocean Road Race · 
Tour of Chongming Island · 
Ronde van Guangxi
World Cup:
1998 · 
1999 · 
2000 · 
2001 · 
2002 · 
2003 · 
2004 · 
2005 · 
2006 · 
2007 · 
2008 · 
2009 · 
2010 · 
2011 · 
2012 · 
2013 · 
2014 · 
2015
World Tour:
2016 · 
2017 · 
2018 · 
2019 · 
2020 · 
2021 ·
2022 ·
2023 ·
2024 ·
2025
Huidige koersen:
Tour Down Under · Cadel Evans Great Ocean Road Race · Ronde van de Verenigde Arabische Emiraten · Omloop Het Nieuwsblad · Strade Bianche · Ronde van Drenthe · Trofeo Alfredo Binda · Classic Brugge-De Panne · Gent-Wevelgem · Ronde van Vlaanderen · Parijs-Roubaix · Amstel Gold Race · Waalse Pijl · Luik-Bastenaken-Luik · Ronde van Chongming · Ronde van het Baskenland · Ronde van Burgos · RideLondon Classique · The Women's Tour · Ronde van Zwitserland · Copenhagen Sprint · Giro Donne · Tour de France Femmes · Ronde van Scandinavië · Classic Lorient Agglomération · Simac Ladies Tour · La Vuelta Femenina · Ronde van Romandië · Ronde van Guangxi
Voormalige koersen:
Philadelphia Cycling Classic · Ronde van Californië · Emakumeen Bira · La Course by Le Tour de France · Open de Suède Vårgårda